# Justus Feuerborn

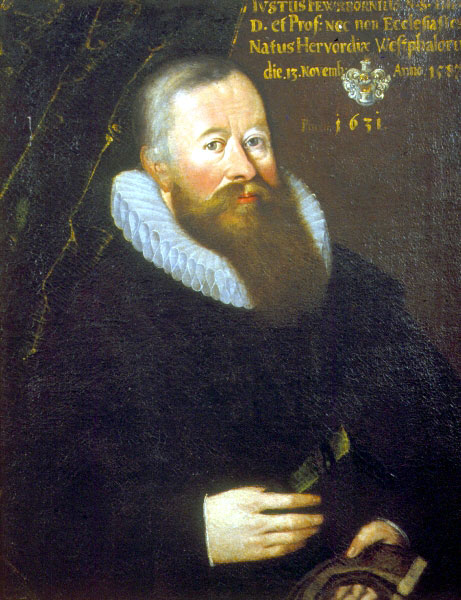
Justus Feuerborn

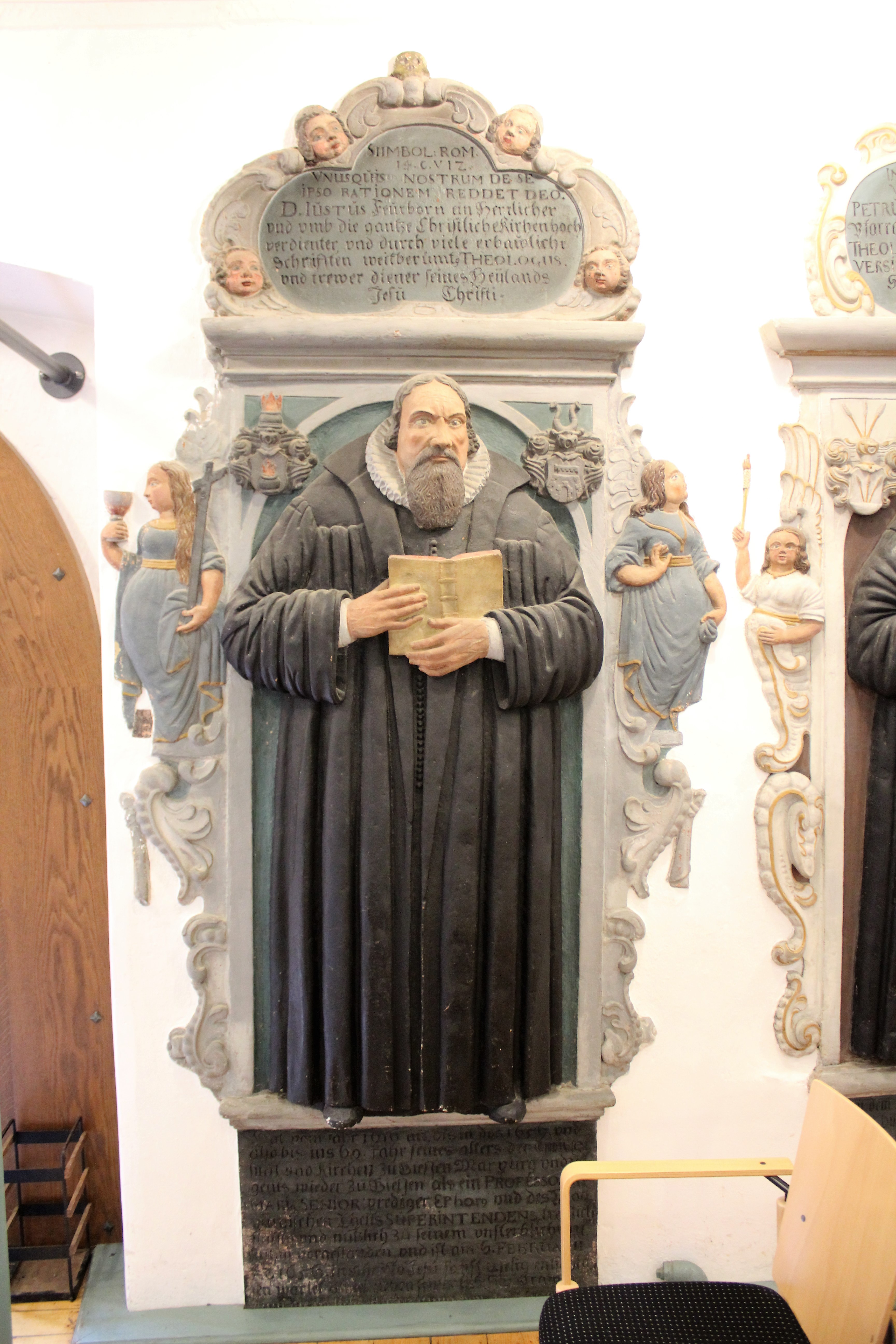
Epitaph für Justus Feuerborn in der Gießener Friedhofskapelle

Justus Feuerborn (auch: Feurborn; * 13. November 1587 in Herford; † 6. Februar 1656 in Gießen) war ein deutscher lutherischer Theologe.

## Leben
Feuerborn war ein Sohn des Amtmanns Ludolph Feuerborn (* um 1555; † 4. Dezember 1595) und dessen Frau Catherine (geborene Fuhrlohn, * um 1560; † 5. Dezember 1595). Er besuchte die Gymnasien in Herford, Lemgo und Stadthagen. Feuerborn studierte ab 1612 an der Universität Gießen. Seine Lehrer waren Balthasar Mentzer der Ältere, Johannes Winckelmann, Christoph Helvicus und Caspar Finck (1578–1631). 1614 wurde er Magister der philosophischen Wissenschaften und hielt anschließend Vorlesungen. Am 28. Oktober 1616 wurde er zum Doktor der Theologie promoviert, man ernannte ihn im selben Jahr zum außerordentlichen Professor der Theologie. Er wurde damit Pfarrer sowie Ephorus der Stipendiaten.
1618 erfolgte seine Ernennung zum ordentlichen Professor der Theologie und er wurde vierter ordentlicher, 1619 dritter ordentlicher, 1626 zweiter ordentlicher und 1627 erster ordentlicher Professor der Theologie. 1625 zog er mit der Universität nach dem (von den Darmstädtern okkupierten) Marburg über, wo er bis zur Zurückverlegung der Universität nach Gießen 1650 blieb. Er beteiligte sich an den theologischen Auseinandersetzungen seiner Zeit, zudem auch an den Kirchenvisitationen 1628. In Marburg war er 1629 Rektor der Hochschule sowie 1630 und 1644 deren Prorektor. Nach der Rückkehr aus Marburg nach Gießen, wurde Feuerborn 1650 erstmals Rektor der Universität Gießen.

## Familie
Am 28. Oktober 1616 heiratete er in Gießen Hedwig Mentzer (* 9. August 1599 in Marburg/Lahn; † 11. November 1654 in Gießen), eine Tochter von Balthasar Mentzer d. Ä. und dessen Frau Margaretha Orth. Aus der Ehe stammen Kinder. Von diesen kennt man:
- Elisabeth Catherine Feuerborn (* 5. August 1617 in Gießen; † 4. April 1684) ⚭ 19. August 1633 mit Professor und Superintendenten Peter Haberkorn (1604–1676)
- Johann Helfrich Feuerborn (* 20. Dezember 1619; † 26. Juli 1622)
- Anna Catharina Feuerborn (* 6. August 1621 in Gießen; begr. 8. August 1677 ebd.) ⚭ mit dem Marburger Professor Jakob le Bleu (1610–1668)
- Hedwig Feuerborn (* 20. September 1623; † 1. April 1624)
- Marie Feuerborn (* 20. September 1623; † 28. März 1624)

## Schriften (Auswahl)
- Nothwendige Außführliche Special-Widerlegung deren/ in Hessen-Casselischen publicirten / also genanten Wechsel-Schriften … von Weiland Herrn Landgraf Wilhelmen zu Hessen … den 19. Aprilis Anno 1630 an Herrn Georgen / Herrn Philipsen und Herrn Friderichen / beede … Landgrafen zu Hessen etc. Gießen 1647 (tudigit.ulb.tu-darmstadt.de).